# Karneval im Ruhrgebiet
Karneval im Ruhrgebiet geht bis ins Mittelalter zurück, so findet sich im Archiv der Stadt Duisburg die erste überhaupt in Deutsch geschriebene Stadtrechnung aus dem Jahre 1377, aus der hervorgeht, dass die Ratsherren und die Bürgerschaft ausgiebig Fastabend („Vastavent“) feierten. Karneval wird sowohl im rheinischen als auch im westfälischen Teil des Ruhrgebiets gefeiert.

## Geschichte des Karnevals im Ruhrgebiet
Die ersten Karnevalsgesellschaften wurden in Duisburg in der zweiten Hälfte des 19. Jahrhunderts gegründet. Karnevalsgesellschaften in anderen Ruhrgebietsstädten wurden 1881 in Bottrop und Hagen, 1888 in Dortmund sowie in Bochum und 1906 in Oberhausen gegründet.  Der erste Anlauf zur Etablierung eines Rosenmontagszuges in Duisburg geht auf das Jahr 1928 zurück. Duisburg ist Sitz des Landesverbands Rechter Niederrhein im Bund Deutscher Karneval e. V. Zum Verbandsbereich gehören die Städte Essen, Oberhausen, Ratingen, die rechtsrheinischen Teile der Kreise Wesel und Kleve und Duisburg. Im Bund-Ruhr-Karneval e. V. mit Sitz in Dortmund sind die Karnevalsvereine des westfälischen Ruhrgebiets und der Stadt Mülheim an der Ruhr organisiert.

## Karnevalsmuseum
Im Jahre 1973 entschloss man sich in Duisburg, ein Museum einzurichten, um die Geschichte des Karnevals in Duisburg und am Niederrhein zu dokumentieren. Auf Grund von Recherchen im Stadtarchiv entstand so eine Sammlung, die Orden und Fotos umfasste und die 1985 einen festen Platz in einer Duisburger Schule fand. 1998 erfolgte der Umzug in größere Räumlichkeiten einer Schule im Norden der Stadt. Das 1. Niederrheinische Karnevalsmuseum wird ehrenamtlich betreut und wird vom Hauptausschuss Duisburger Karneval 1956 e. V. getragen.

## Straßenkarneval im Ruhrgebiet
Zahlreiche Umzüge und Straßenfeste finden zwischen Weiberfastnacht und Faschingsdienstag im Ruhrgebiet statt, so auch der kleinste „Umzug“ der Republik. Er wurde durch eine einzige Person, Helmut Scherer, im nordrhein-westfälischen Unna durchgeführt. Dabei besteht der Umzug lediglich aus einem einzigen handgezogenen Leiterwagen und erfreut sich seit 1956 ständig wachsender Beliebtheit. Scherer selbst hatte sich 2011 als aktiver Karnevalist zurückgezogen. Die Tradition wurde von ihm 2021 fortgeführt
Der Überfall Russlands auf die Ukraine, welcher am 24. Februar 2022 (zufällig Weiberfastnacht) begann, hatte nur insofern Auswirkungen, als Scherer, bereits 87, lediglich einen Rundgang im Bereich seiner Altersunterkunft durchführte, um Außenstehenden (aus der Ukraine) nicht zu nahe zu treten.
- Lindener Rosenmontagszug (Bochum)
- Gänsereiten in Wattenscheid mit Rosenmontagszügen
- großer Umzug in Wattenscheid alle zwei Jahre
- Bottroper Rosenmontagszug
- Dortmunder Rosenmontagszug
- Dortmunder Kinderkarnevalszug
- Duisburger Rosenmontagszug
- „Blutwurstsonntagszug“ in Duisburg-Meiderich
- Duisburg-Hamborner Kinderkarnevalszug
- Großer Karnevalsumzug Duisburg-Serm
- Kinderkarnevalszug Duisburg-Wehofen
- Nelkensamstagszug (Homberg (Duisburg) – Moers)
- Rosenmontagszug Duisburg-Neumühl
- Rosenmontagszug Essen-Mitte
- Rosenmontagszug Essen-Kupferdreh
- Rosenmontagszug Gelsenkirchen
- „Rosensonntagszug“ in Gladbeck
- Rosensonntagszug Hagen-Boele und Rosenmontagszug in Hagen City
- Rosenmontagszug in Hattingen-Holthausen
- Rosenmontagszug Herne
- Rosenmontagszug Mülheim an der Ruhr
- Sonntagszug Oberhausen
- Kinderkarnevalszug Oberhausen-Osterfeld
- Rosenmontagszug in Oberhausen-Vondern
- Pöstertreck Oberhausen-Alstaden
- Großer Nelkendienstagszug in Olfen
- Recklinghäuser Rosenmontagszug
- Karnevalssamstagumzug in Selm
- Tulpensonntagszug Voerde

## Sonstiges
Im Februar 2009 wurde in Dortmund angeblich der weltweit erste türkische Karnevalsverein gegründet. Wenige Tage später wurde diese „Vereinsgründung“ jedoch als satirische Aktion enttarnt.